# Neotheronia pilosa
Neotheronia pilosa är en stekelart som beskrevs av Krieger 1905. Neotheronia pilosa ingår i släktet Neotheronia och familjen brokparasitsteklar. Inga underarter finns listade i Catalogue of Life.